# Antraknoza drzew liściastych

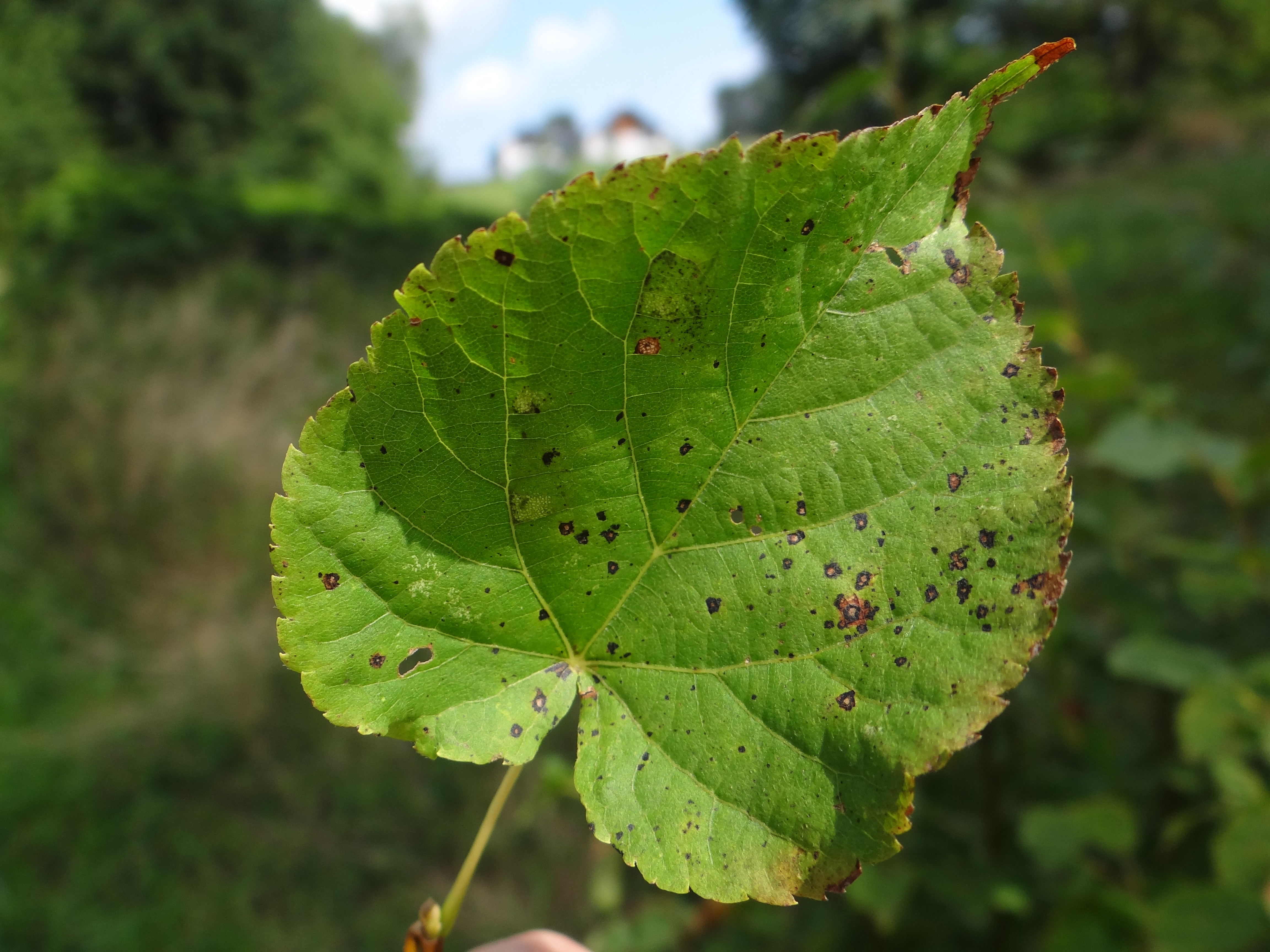
Lekko porażony liść lipy

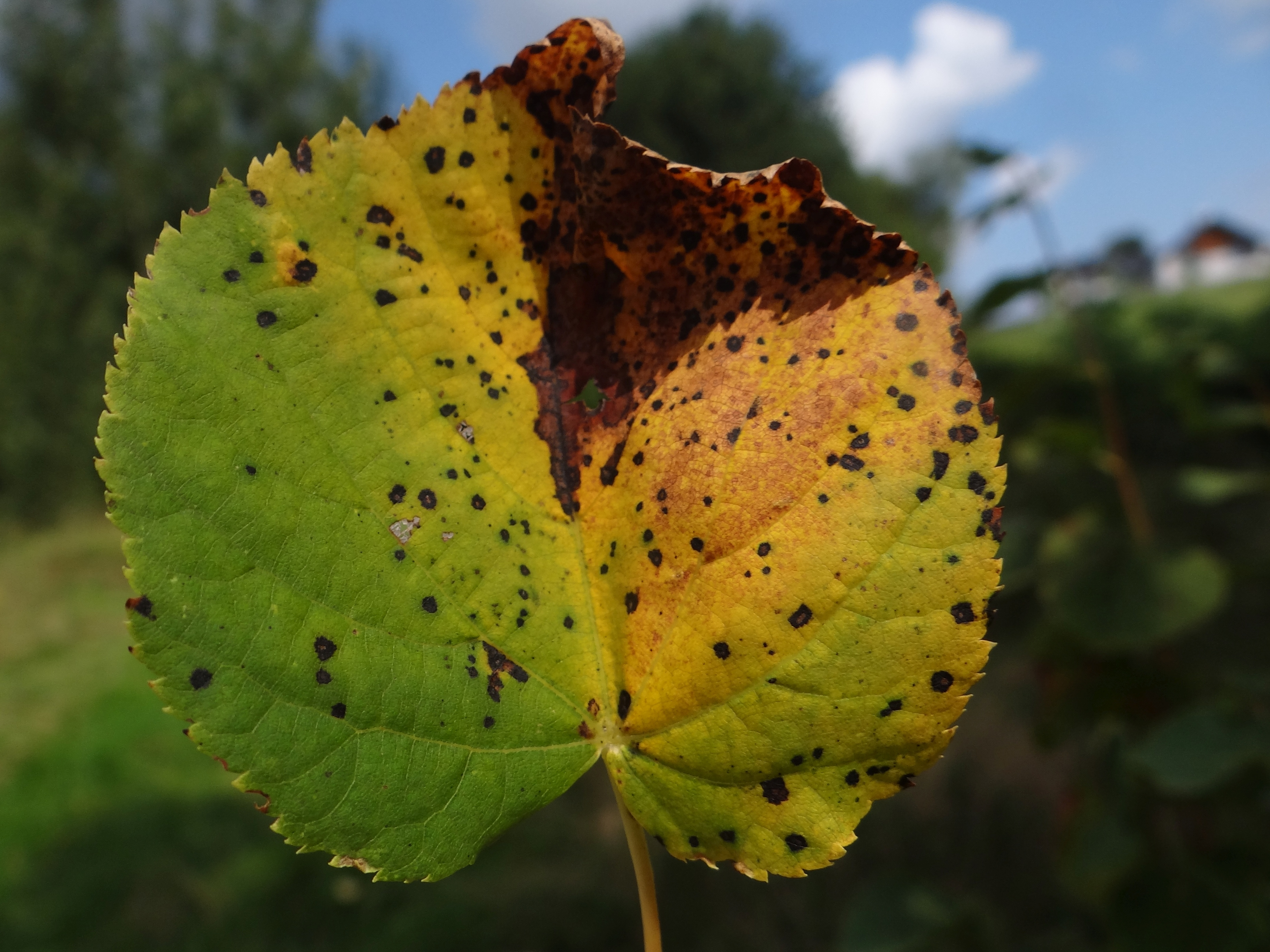
Silnie porażony liść lipy

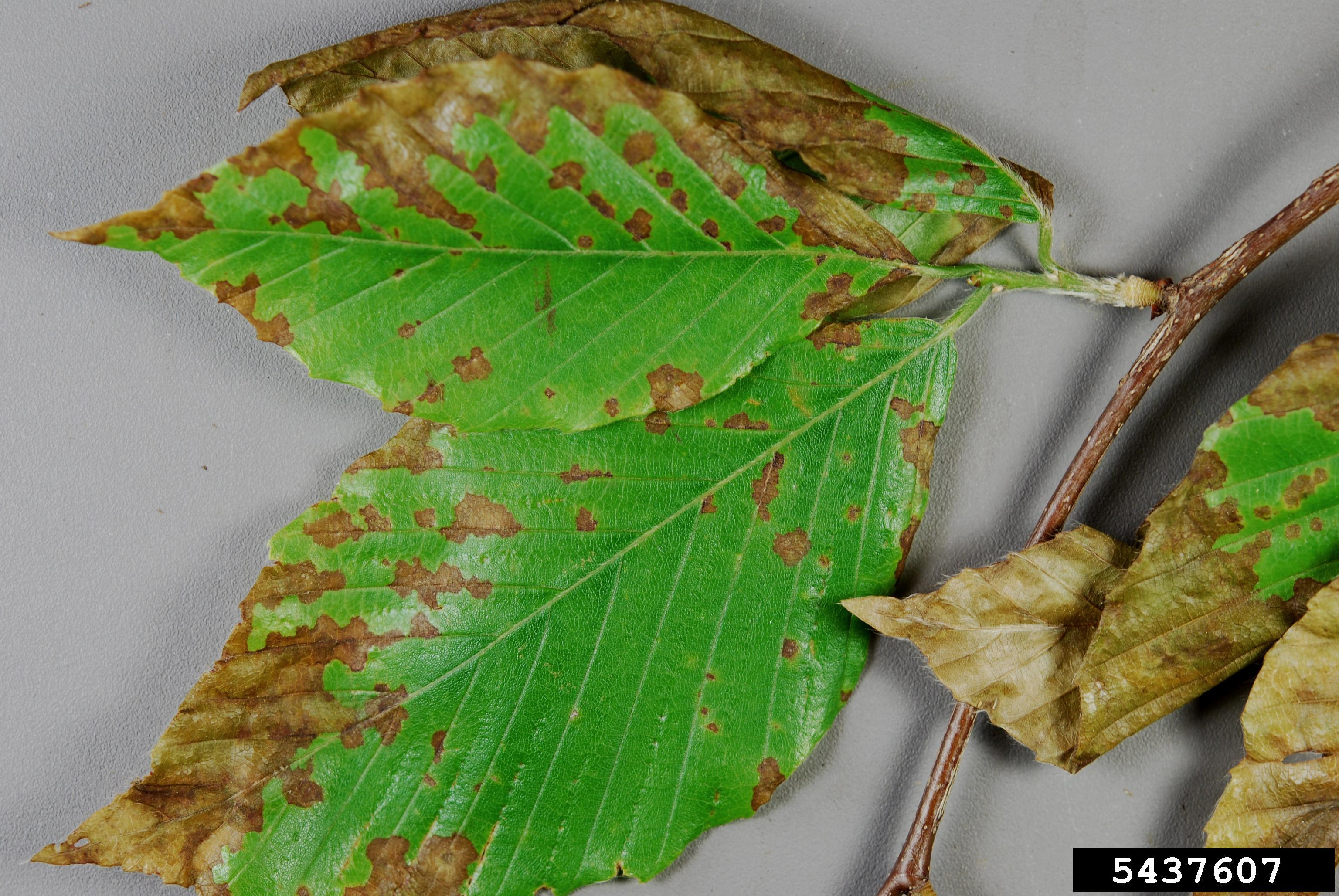
Porażone liście buka

Antraknoza drzew liściastych lub plamistość zgorzelowa – grzybowa choroba roślin wywołana przez Apiognomonia errabunda. Zaliczana jest do grupy antraknoz. Choroba poraża wiele drzew liściastych, najczęściej buki, dęby, lipy, klony. Występuje również u platana, ale tutaj wywołuje ją inny gatunek – Apiognomonia veneta. Choroba często opisywana jest oddzielnie dla poszczególnych rodzajów drzew jako antraknoza platana, antraknoza buka, antraknoza klonu, itd.

## Występowanie i szkodliwość
Choroba nie powoduje obumierania drzew, ale osłabia ich wzrost. Ma znaczenie w przypadku drzew uprawianych w celach ozdobnych, powoduje bowiem ich zeszpecenie. Szczególnie szkodliwa jest w szkółkach drzew leśnych, ozdobnych oraz w młodych nasadzeniach drzew na zieleńcach i w parkach. W Ameryce Północnej i Europie choroba jest szeroko rozprzestrzeniona i częsta. Opisano jej występowanie także w Azji i Oceanii. Wywołujący ją patogen jest uważany za gatunek inwazyjny w Ameryce Północnej i Europie.

## Objawy
Na wiosnę na młodych liściach pojawiają się zielonożółte przebarwienia. Początkowo są słabo widoczne, stopniowo jednak brunatnieją. W tym samym miejscu co na górnej stronie, pojawiają się podobne przebarwienia na dolnej stronie, ale zwykle są jaśniejsze. Przebarwienia te u różnych gatunków drzew różnią się kształtem, wielkością i barwą. Choroba najsilniej poraża platana. U tego gatunku plamy powstają na nerwach liścia i na przylegających do nich obszarach blaszki liściowej. Brunatne plamy na liściach lipy posiadają czarną obwódkę.
Z czasem plamy powiększają się i zlewają z sobą. Wydłużone plamy tworzą się również na ogonkach liściowych, czasami obejmując cały obwód ogonka. Silnie porażone liście obumierają i przedwcześnie opadają. Czasami może to następować już pod koniec wiosny lub na początku lata. Zdarza się, że przedwcześnie opadają także liście zielone, pozornie zdrowe. Dzieje się tak wtedy, gdy porażenie obejmuje samą tylko nasadę liścia. U najbardziej wrażliwych na tę chorobę platanów porażeniu mogą ulegać także młode pędy, które brunatnieją, więdną i zamierają.

## Epidemiologia
Apiognomonia errabunda może przetrwać zimę w trzech różnych formach. W regionach o klimacie zimniejszym zimuje w postaci anamorfy na gałązkach i pąkach drzewa oraz w postaci teleomorfy na opadłych liściach, w krajach śródziemnomorskich o łagodnych zimach zimuje również grzybnia na liściach, pąkach i gałązkach.
Na opadłych liściach powstają perytecja, w których płciowo wytwarzane są zarodniki zwane askosporami. Roznoszone przez wiatr dokonują infekcji pierwotnej. Na plamach w obrębie porażonych przez patogena obszarach liścia wytwarzane są bezpłciowo zarodniki konidialne, które rozprzestrzeniają chorobę dokonując infekcji wtórnych. Liczba wytwarzanych konidiów jest ogromna. W odległości 10 m od porażonych miejsc stwierdzono występowanie  49 300  zarodników w m³ powietrza, a w odległości 1 km 2400 /m³.

## Ochrona
Stosuje się ją tylko w szkółkach drzew liściastych i w młodych nasadzeniach. Profilaktyka polega na wygrabywaniu i paleniu opadłych liści. Przy pojawieniu się pierwszych objawów choroby można rozpocząć opryskiwania roślin fungicydami. Kontynuuje się je w zależności od potrzeby. Duże nadzieje wiąże się z wyhodowaniem poprzez selekcję kultywarów odpornych na chorobę.